# Darmstädter Hütte (St. Anton am Arlberg)
Die Darmstädter Hütte ist eine Alpenvereinshütte der Sektion Darmstadt-Starkenburg des Deutschen Alpenvereins in der Gemeinde St. Anton am Arlberg in der Verwallgruppe in Tirol. Die Schutzhütte der Kategorie I liegt auf einer Höhe von 2384 m ü. A. im Moostal und verfügt insgesamt über 77 Schlafplätze, davon in einem Winterraum 8 Plätze.

## Zustiege
Von St. Anton am Arlberg (1304 m) erreicht man die Darmstädter Hütte in ca. 3,5 Stunden. Ausgangspunkt ist der Parkplatz der alten Rendlbahn (Seilbahn). Der Aufstieg von Ischgl (1377 m) über die Doppelseescharte (2786 m) dauert ca. 5 Stunden.

## Gipfelbesteigungen
- Saumspitze (3039 m): Gehzeit ca. 2,5 Stunden
- Scheibler (2978 m): Gehzeit ca. 2 Stunden
- Faselfadspitze (2993 m): Gehzeit 1½ bis 2 Stunden, Kletterei UIAA II

## Klettergärten
In der Nähe der Hütte befinden sich sieben Klettergärten.

## Übergänge zu anderen Hütten
- Niederelbehütte über Kartell-Stausee und Seßladjoch: Gehzeit ca. 4 Stunden
- Niederelbehütte über Kieler Wetterhütte: Hoppe-Seyler-Weg, Gehzeit ca. 5½ Stunden
- Konstanzer Hütte über Apothekerweg und Kuchenjoch: Gehzeit ca. 4 Stunden
- Friedrichshafener Hütte: Ludwig-Dürr-Weg, Gehzeit ca. 7 Stunden.[1] (Wegen des Abschmelzens des Gletschers unterhalb des Rautejochs ist die Felssturzgefahr dort akut geworden. Der Weg folgt seit dem Sommer 2020 nun zunächst dem Hoppe-Seyler-Weg, zweigt auf ca. 2520 m Höhe von diesem nach Süden ab, führt über große Geröllfelder auf über 2800 m über die Rauteköpfe und fällt von diesen zum Rautejoch ab. Mehrbedarf an Gehzeit dadurch gut 1 Std.[2])

## Trivia
Ca. eine knappe Gehstunde oberhalb des Hauses liegen immer noch große Wrackteile eines Schulflugzeuges des Typs Siebel Si 204, das 1944 mit fünf Mann an Bord gegen die Kuchenspitze (3148 m) geprallt, vom Großen Kuchenferner talwärts transportiert und nach seinem Abschmelzen in etwa 2650 m Höhe auf Geröll zurückgelassen worden war.